# Resultados do Carnaval de Natal em 2010
Resultados do Carnaval de Natal, no ano de 2010

## Chave A
- 1º lugar - Malandros do Samba -  119 pontos.
- 2º lugar - Escola Balanço do Morro - 118.
- 3º lugar - Acadêmicos do Morro pontuou com 114.

## Chave B[2]
- 1º lugar - Berimbau no Samba 106,6 pontos.
- 2º lugar - Império do Vale - 106,5 pontos.
- 3º lugar - Confiança no Samba - 106 pontos.
- 4º lugar - Imperadores do Samba - 89,6 pontos.
- 5º lugar - Águia Dourada - 81,8 pontos.

## Avaliação
- Ferro e Aço, 102,4 pontos, classificada para a Chave B, em 2011.